# Bassa de Sant Francesc
Bassa de Sant Francesc sau Bassa temporal Molí de s'Estany este o arie protejată (arie specială de conservare — SAC, sit de importanță comunitară — SCI) din Spania întinsă pe o suprafață de 0,45 ha, integral pe uscat.

## Localizare
Centrul sitului Bassa de Sant Francesc este situat la coordonatele 38°42′20″N 1°26′19″E / 38.7055°N 1.4385°E.

## Înființare
Situl Bassa de Sant Francesc a fost declarat sit de importanță comunitară în iulie 2010 pentru a proteja un număr necunoscut de specii din flora spontană și fauna sălbatică aflate în arealul zonei. Situl a fost protejat și ca arie specială de conservare în martie 2015.

## Biodiversitate
Situată în ecoregiunea mediteraneană, aria protejată conține 4 habitate naturale: Iazuri temporare mediteraneene, Ape puternic oligomezotrofe cu vegetație bentonică cu Chara spp., Matorral arborescenți cu Juniperus spp., Pseudostepă cu ierburi și specii anuale de Thero-Brachypodietea.
La baza desemnării sitului se află un număr nedeclarat de specii protejate.
Pe lângă speciile protejate, pe teritoriul sitului au mai fost identificate 6 specii de plante.